# Géraldine Savary

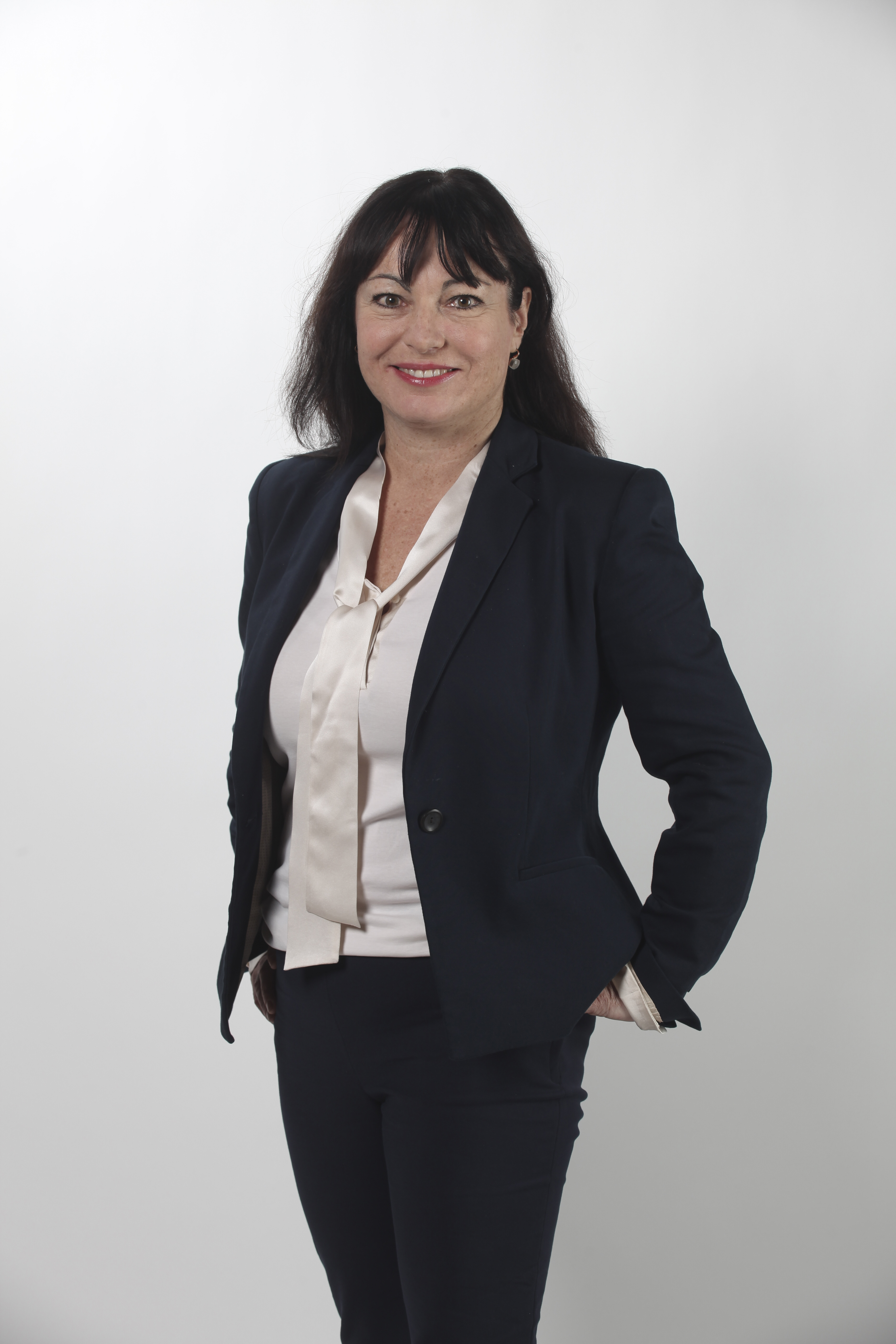
Géraldine Savary (2015)

Géraldine Savary (* 14. November 1968 in Bulle; heimatberechtigt in Sâles) ist eine Schweizer Politikerin (SP) und Journalistin. Sie war Mitglied des Nationalrats und des Ständerats. Seit 2021 ist sie Chefredaktorin der Westschweizer Zeitschrift Femina.

## Leben
Savary begann ihre politische Laufbahn 1998 im Stadtrat (Legislative) von Lausanne. Bei den Schweizer Parlamentswahlen 2003 wurden sie in den Nationalrat gewählt, bei den Wahlen 2007 zur Ständerätin für den Kanton Waadt. Im Ständerat war sie Mitglied der Kommission für Wissenschaft, Bildung und Kultur, der Kommission für Rechtsfragen, der Kommission für Verkehr und Fernmeldewesen und der Redaktionskommission. Von Juni 1999 bis Dezember 2003 war sie Präsidentin der SP Lausanne. 2017 setzte sie sich gegen das geplante Schweizer Importverbot von tierquälerisch produzierter Gänsestopfleber ein. Im November 2018 gab sie bekannt, sich 2019 nicht der Wiederwahl in den Ständerat stellen zu wollen. Zuvor war bekannt geworden, dass der russische Honorarkonsul in der Westschweiz, Frederik Paulsen, sie mehrmals im Wahlkampf unterstützt hatte.
Von Anfang 2020 bis Ende Januar 2021 war sie Präsidentin der Eidgenössischen Postkommission PostCom, sie folgte auf Hans Hollenstein. Sie war die erste Frau in diesem Amt. Nachfolgerin von Savary wurde Anne Seydoux-Christe. Danach wurde Savary Chefredaktorin der Westschweizer Zeitschrift Femina.
Géraldine Savary lebt in Lausanne, ist verheiratet mit dem Lausanner Stadtpräsidenten Grégoire Junod (SP) und hat zwei Kinder. Sie ist französisch-schweizerische Doppelbürgerin.